# Psychotria erectiloba
Psychotria erectiloba är en måreväxtart som beskrevs av André Guillaumin. Psychotria erectiloba ingår i släktet Psychotria och familjen måreväxter. Inga underarter finns listade i Catalogue of Life.